# John Holt
John Kenneth Holt, född 11 juli 1947 i Kingston i Jamaica, död 19 oktober 2014 i London, var en jamaicansk sångare, kompositör och sångtextförfattare.

## Biografi
Han spelade in sin första singel (en ska-låt) som 16-åring 1963, "I Cried a Tear", för skivproducenten Leslie Kong, och spelade även in duetter med den då populäre Alton Ellis. Han var senare under 1960-talet sångare i gruppen Paragons, men koncentrerade sig från 1970 på sin solokarriär. I början av 1970-talet var han en av reggaens största stjärnor, och hans "Stick By Me" var den mest sålda singeln på Jamaica 1972. Han hade ett nära samarbete med producenten Bunny Lee. Tack vare sin utmärkta röst har han även fått göra hundratals covers av andra reggaeartisters låtar och reggaecovers av amerikanska och brittiska hitlåtar. Han har varit en utpräglad studioartist som sällan framträtt live. John Holt har skrivit kända låtar som "The Tide Is High" och "Police In Helicopter", och det ska ha varit Holt som övertalade skivproducenten Duke Reid att spela in en populär DJ (kallad toaster) som kallade sig U-Roy och släppa en singel med dennes pratsjungande rim till instrumentalversionen av en hitlåt, vilket omedelbart ledde till nationell stjärnstatus för U-Roy, som ses som anfader till all toast, deejaying och rap.
Som förstesångare i The Paragons sjöng han låtar som "Ali Baba", "Tonight", "I See Your Face", och Holt skrev själv Paragons-låten "The Tide Is High", som mer än ett decennium senare blev en hit med Deborah Harry och hennes new wave-band Blondie. År 1973 släppte John Holt som soloartist albumet Time Is The Master, inspelat med pålagda symfonislingor i London, Storbritannien – ett land som fått upp ögonen för den nya musikstilen reggae genom jamaicanska artister som Jimmy Cliff, Desmond Dekker, Bob & Marcia (Bob Andy och Marcia Griffiths) och The Upsetters. Albumet sålde bra i både Jamaica och i Storbritannien, som hade många karibiska invandrare och dessutom en tidig skinhead-kultur bestående av f.d. mods från vit arbetarklass som gillade jamaicansk ska och rocksteady (t.ex. Toots and The Maytals) och även hade egna, ljushyade, artister, som Judge Dread. Framgångarna för de stråkpålagda, lättsamma låtarna ledde till att Trojan Records gav ut en serie liknande album producerade av Bunny Lee. Det första var 1,000 Volts of Holt år 1973, en samling av Holts reggaecovers av kända hitlåtar från hela västvärlden. Detta följdes av liknande utgåvor fram till 3,000 Volts of Holt. 1,000 Volts innehöll låten "Help Me Make It Through the Night" (skriven av Kris Kristofferson) som tog sig in på den engelska tio i topp-listan. Albumet innehöll även reggaecovers bl.a. av Billy Joels "Just the Way You Are" och Diana Ross "Touch Me in the Morning".
Västindier som flyttat till Storbritannien under 1960-talet och det tidiga 1970-talet, och lämnat nära och kära bakom sig, älskade Holts låtar om "moving to a far away land", t.ex.  "Don't Want To See You Cry".
John Holts stil var långsammare och mer romantisk än de flesta av hans samtida jamaicanska konkurrenter (som Bob Marley, Burning Spear, Peter Tosh, Max Romeo), och kan ses som en föregångare av sub-genren lovers rock, som utvecklades i Storbritannien under 1970-talet av . Holts låt "Man Next Door", har även spelats in av en rad andra reggae-artister och grupper, som Dennis Brown, UB40 och Horace Andy. Horace Andy sjöng den i den mer elektronisk musikådran genom sitt samarbete med Massive Attack på deras album  Mezzanine. På Jamaica dominerade den rebelliska, ifrågasättande och rastafarianska roots reggaen, och den produktive John Holt släppte även många låtar inom denna sub-genre – covers och egna låtar. Mest känd är hans "Police In Helicopter" från 1983. I slutet av 1980-talet och början av 1990-talet lyckades han även hävda sig någorlunda även inom s.k. ragga (reggae och dancehall med ett "digitalt" sound).
I juni 2014 diagnosticerades John Holt med kolorektalcancer och han avled i oktober samma år på sjukhus i London .

## Diskografi

### Album (urval)
- A Love I Can Feel (1970) Bamboo
- Holt (1971) Jaguar
- Still in Chains (1971) Trojan
- Greatest Hits (1972) Melodisc
- OK Fred (1972) Melodisc
- Pledging My Love (1972) Jackpot/Trojan
- The Further You Look (1973) Trojan
- Time Is The Master (1973) Moodisc
- 1,000 Volts of Holt (1973) Trojan
- Dusty Roads (1974) Trojan
- Before the Next Tear Drop (1976) Klik
- Up Park Camp (1976) Channel One
- Channel One Presents The Magnificent John Holt (1977) Channel One
- Roots of Holt (1977) Trojan
- Showcase (New Disco Style) (1977) Thunderbolt
- Holt Goes Disco (1978) Trojan
- In Demand (1978) Dynamic Sounds
- Let It Go On (1978) Trojan
- Super Star (1978) Weed Beat
- The Impressable John Holt (Disco Mix) (1978) Harry J
- A1 Disco Showcase (1981) Taurus
- Introspective (1980) Dynamic Sounds
- My Desire (1980) Jackpot
- Just the Two of Us (1982) CSA
- Sweetie Come Brush Me (1982) Volcano
- Gold (1983) Creole
- Police in Helicopter (1983) Greensleeves/Arrival
- For Lovers and Dancers (1984) Trojan
- Live in London (1984) Very Good
- Wild Fire (1985) Natty Congo/Tad's (with Dennis Brown)
- Vibes (1985) Leggo Sounds
- The Reggae Christmas Hits Album (1986) Trojan
- From One Extreme to Another (1986) Beta
- Time Is The Master (1988) Creole
- Rock With Me Baby (1988) Trojan
- If I Were a Carpenter (1989)
- Why I Care (1989) Greensleeves
- Reggae, Hip House, R&B Flavor (1993)
- Peacemaker (1993)